# Parisios
Los parisios (en latín, Parisii) fueron un pueblo celta que vivían en las orillas del Sena, uno de los pueblos que habitaron la Galia desde la mitad del siglo III a. C. hasta la época romana.

## Etimología

### Hipótesis antiguas
Jacques-Antoine Dulaure suponía durante los siglos XVIII y XIX que el nombre de los Parisii se asociaba a la diosa egipcia Isis, debido al descubrimiento de una estatua de esta diosa en la iglesia de Saint-Germain-des-Prés, contra la pared en el lado norte, donde se encuentra el crucifijo de la iglesia conocido como el ídolo de Saint-Germain-des-Prés.
Los templos egipcios a Isis eran llamados Per o  Par  o "recinto que rodea la casa." De acuerdo con esta hipótesis abandonada, Parisii era el resultado de la yuxtaposición de Per / Por a Isis, una palabra con significado en realidad en las ciudades de Egipto. Esta explicación es ahora considerada obsoleta.

### Hipótesis modernas
El origen y el significado del etnónimo Parisii no se ha establecido con certeza, porque la lengua celta era poco conocida a principios del siglo XX.
Los Parisi (i) son una tribu celta, su nombre, como el de todas las tribus celtas de la Galia es muy probable que sea celta, al igual que el nombre de su capital Lutecia.
El lingüista Xavier Delamarre propone que el nombre está basado en la raíz gala *pario- caldero, término atestiguado en las lenguas celtas insulares: córnico antiguo y en el Antiguo Breton per; galo pair; etc.  y en las lenguas romances contemporáneas: occitano par / pairol;  Idioma franco-provenzal per; catalán perol; etc., que significan todos ellos caldero.

## Historia
Según César (53 a. C.), su principal ciudad (oppidum) habría sido Lutetia Parisiorum, que más tarde se convirtió en una importante ciudad en la provincia romana de Gallia Lugdunensis y luego en la moderna ciudad de París (el nombre de París deriva de los parisii).
Durante la conquista romana de la Galia, los parisios participaron con los suesones en el movimiento de resistencia contra Julio César encabezado por Vercingétorix en el 52 a. C.
Los parisios dieron su nombre a París, Villeparisis Cormeilles-en-Parisis Fontenay-en-Parisis y toda la región Parisis.
Este pueblo emitió monedas, siendo uno de los ejemplares en oro (estátera de los parisios) una de las mejores monedas galas que se conservan.

### Localización de Lutecia

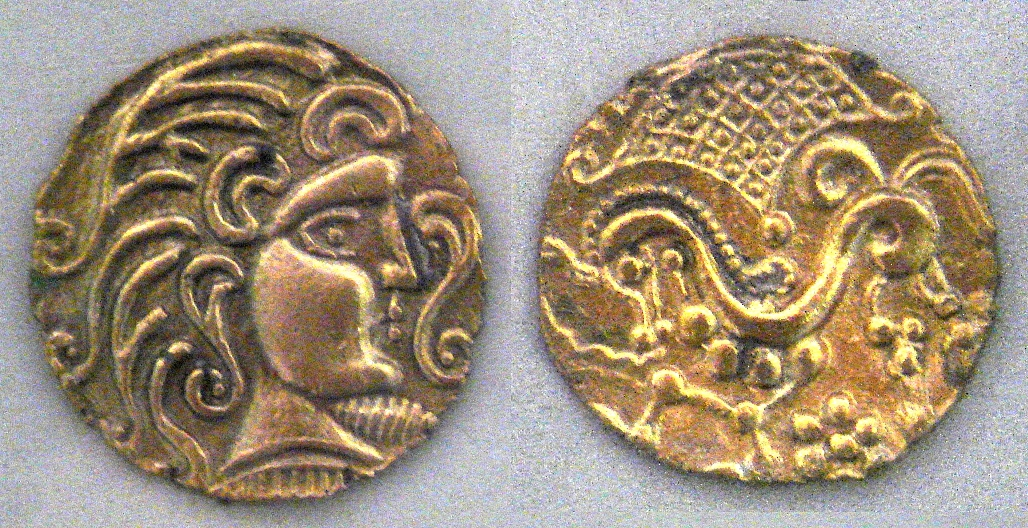
Estátera de oro de los parisios (Clase II).

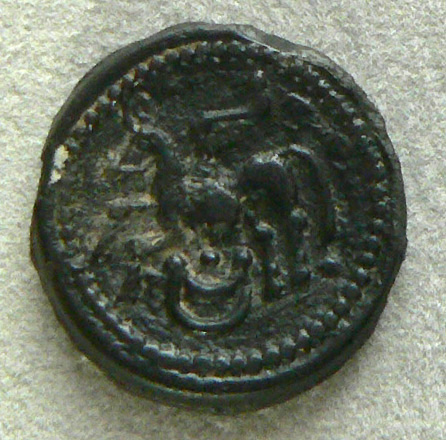
Moneda de los parisios (Departamento de medallas de la Biblioteca Nacional de Francia).

Como corazón de un importante proyecto de desarrollo de las orillas del Sena hasta el Arco de la Défense, la ciudad de Nanterre acogió una gran exposición dedicada a las excavaciones arqueológicas llevadas a cabo en su territorio durante más de 10 años. Se han descubierto una amplia zona de viviendas y una necrópolis de una treintena de tumbas, que datan de los siglos III a. C. y I a. C.; restos de una ciudad muy importante proto-urbana (más de 15 hectáreas, el doble de la Isla de la Cité en París).
La presencia de estas vestigios prueba la existencia de una importante aglomeración gala en el territorio de los parisios y relanza el debate en torno a determinados temas arqueológicos contemporáneos, como la localización de Lutecia. Localizada, por tradición, en París, en su subsuelo intramuros aún no han aparecido restos de mobiliario protohistórico de esa época.
La geografía del nuevo lugar, que permite una mejor defensa que la expuesta île de la Cité, avala también que este emplazamiento sea el del oppidum con el que también se relacionan otras localidades.

### Un pueblo de la isla de Bretaña
Otra tribu de los parisios se instaló en Gran Bretaña, en el Yorkshire oriental. Barry Cunliffe en su obra Iron Age Communities in Britain (1974) (p. 45), hace una distinción entre los parisios (en francés, «parisii») (los de la de la región Nanterre-Paris), y los parisios (en francés, parisi) que se trasladaron a Gran Bretaña, sobre la base de las descripciones de Claudio Ptolomeo.